# 曹敏修
曹敏修（？—1390年），高麗王朝末期武將。本贯昌宁郡，高丽末期擔任泥城万戶。曹敏修是親明派人物，曾在李成桂奪取高麗政權中起著重要作用。
1361年（恭愍王十年）红巾軍入侵高丽，他擊退之，受封二等功臣。1383年（禑王9年）防禦倭寇，封昌城府院君。
1388年高丽与明朝在铁嶺卫衝突，禑王任命他為左軍都統使，派他与李成桂一同征討明朝的遼東。他们不作战自威化島回軍开城，曹敏修廢黜禑王，擁立王昌，流放並處死親元派崔瑩，與李成桂同執朝政。曹敏修在田制改革與李成桂一派發生對立，翌年李成桂手下趙浚弹劾其妨碍改革，曹敏修遭李成桂流放昌宁。後曹敏修獲釋，但在王位继承问题上再次同李成桂發生衝突，被囚禁後並於1390年被殺。